# Grand Prix of Houston 2007
Grand Prix of Houston 2007 var ett race som var den tredje deltävlingen i Champ Car 2007. Racet kördes den 22 april på Houstons gator. Sébastien Bourdais tog hem sin andra raka seger, och gick med det upp i mästerskapsledning. Newman/Haas/Lanigan Racing tog en dubbelseger tack vare 18-årige Graham Rahals andraplats, vilket gjorde Rahal till den yngste föraren att komma på pallen i Champ Cars historia. Robert Doornbos tog sin andra pallplats för säsongen, genom att sluta trea.

## Slutresultat
| Plats | Förare             | Team                      | Grid | Kvaltid |
| ----- | ------------------ | ------------------------- | ---- | ------- |
| 1     | Sébastien Bourdais | Newman/Haas Racing        | 2    | 57,653  |
| 2     | Graham Rahal       | Newman/Haas Racing        | 6    | 57,896  |
| 3     | Robert Doornbos    | Minardi Team USA          | 13   | 58,569  |
| 4     | Oriol Servià       | Forsythe Racing           | 5    | 57,590  |
| 5     | Simon Pagenaud     | Team Australia            | 7    | 57,929  |
| 6     | Mario Domínguez    | Forsythe Racing           | 9    | 58,079  |
| 7     | Bruno Junqueira    | Dale Coyne Racing         | 10   | 58,181  |
| 8     | Ryan Dalziel       | Pacific Coast Motorsports | 15   | 58,835  |
| 9     | Alex Tagliani      | RSPORTS                   | 11   | 58,261  |
| 10    | Justin Wilson      | RSPORTS                   | 3    | 57,335  |
| 11    | Will Power         | Team Australia            | 1    | 57,405  |
| 12    | Roberto Moreno     | Pacific Coast Motorsports | 16   | 59,231  |
| 13    | Tristan Gommendy   | PKV Racing                | 8    | 58,026  |
| 14    | Matthew Halliday   | Conquest Racing           | 14   | 58,577  |
| 15    | Neel Jani          | PKV Racing                | 4    | 57,753  |
| 16    | Katherine Legge    | Dale Coyne Racing         | 17   | 59,257  |
| 17    | Dan Clarke         | Minardi Team USA          | 12   | 58,355  |